# Podnart
Podnart je naselje v Občini Radovljica.